# Luis Ovalle
Luis Carlos Ovalle Victoria (ur. 7 września 1988 w mieście Panama) – panamski piłkarz występujący na pozycji lewego obrońcy, reprezentant Panamy.

## Kariera klubowa
Ovalle jest wychowankiem klubu Sporting San Miguelito. Do pierwszej drużyny został włączony w wieku siedemnastu lat i w ANAPROF zadebiutował w 2005 roku. Szybko został jednym z ważniejszych graczy zespołu i wyróżniającym się piłkarzem młodego pokolenia w kraju. W styczniu 2008 udał się na testy do meksykańskiego CF Monterrey, gdzie zaprezentował się pozytywnie i po kilkunastu dniach udał się do tego klubu na wypożyczenie. Dołączył tym samym do występującego w tym zespole swojego rodaka Felipe Baloya. Sam zanotował jednak w Monterrey nieudany pobyt – nie przebił się do seniorskiej ekipy i zanotował tylko trzy występy w drugoligowych rezerwach (Rayados A), wobec czego już po sześciu miesiącach odszedł z klubu i powrócił do Sportingu. Ogółem w barwach swojego macierzystego zespołu spędził cztery lata bez poważniejszych sukcesów.
W lipcu 2009 Ovalle został wypożyczony do Chorrillo FC ze stołecznego miasta Panama. Tam występował przez rok bez większych sukcesów, a potem jeszcze dwa lata występował w Sportingu. W czerwcu 2012 udał się na wypożyczenie do kolumbijskiego Patriotas Boyacá; w jego barwach 2 września 2012 w przegranym 3:4 spotkaniu z Junior zadebiutował w Categoría Primera A. Nie potrafił jednak wywalczyć sobie miejsca w składzie ekipy z Tunji i w ciągu pół roku zanotował zaledwie dwa występy, po czym odszedł do wenezuelskiego klubu Zamora FC. W wenezuelskiej Primera División zadebiutował 27 stycznia 2013 w wygranej 3:0 konfrontacji z Deportivo Lara i od razu został filarem linii defensywy. Już w sezonie 2012/2013 wywalczył z ekipą Noela Sanvicente mistrzostwo Wenezueli, zaś drugie mistrzostwo zdobył rok później – w sezonie 2013/2014. Premierowego gola w lidze wenezuelskiej strzelił 28 stycznia 2015 w wygranym 4:2 meczu z Carabobo, a w półrocznym, jesiennym sezonie Adecuación 2015 znów osiągnął mistrzostwo kraju. Czwarty tytuł mistrza Wenezueli wywalczył w sezonie 2016, a łącznie w Zamorze grał przez cztery i pół roku w roli podstawowego obrońcy, imponując szybkością i podłączaniem się do akcji ofensywnych.
W lipcu 2017 Ovalle powrócił do Kolumbii, na zasadzie wypożyczenia zostając graczem ekipy Deportes Tolima z siedzibą w Ibagué. Tam spędził pół roku, głównie jednak jako rezerwowy zawodnik, a następnie przeniósł się do honduraskiego potentata – klubu CD Olimpia. W tamtejszej Liga Nacional zadebiutował 1 lutego 2018 w zremisowanej 1:1 konfrontacji z Vidą.

## Kariera reprezentacyjna
W styczniu 2007 Ovalle został powołany przez Julio Césara Dely Valdésa do reprezentacji Panamy U-20 na Mistrzostwa Ameryki Północnej U-20. Miał wówczas niepodważalne miejsce w wyjściowym składzie i rozegrał wszystkie mecze w pełnym wymiarze czasowym, zaś jego kadra – pełniąca wówczas rolę współgospodarzy – zajęła drugie miejsce w grupie. Pięć miesięcy później znalazł się w składzie na Mistrzostwa Świata U-20 w Kanadzie, podczas których wystąpił we wszystkich trzech możliwych spotkaniach (z czego w dwóch w pierwszym składzie). Panamczycy odpadli natomiast z młodzieżowego mundialu już w fazie grupowej.
W seniorskiej reprezentacji Panamy Ovalle zadebiutował za kadencji selekcjonera Julio Césara Dely Valdésa, 18 grudnia 2010 w przegranym 1:2 meczu towarzyskim z Hondurasem. Przez kolejne lata występował wyłącznie w sparingach i dopiero w styczniu 2017 znalazł się w ogłoszonym przez Hernána Darío Gómeza składzie na turniej Copa Centroamericana. Rozegrał wówczas trzy z pięciu możliwych spotkań (wszystkie w wyjściowym składzie), natomiast jego drużyna – będąca gospodarzem imprezy – zajęła drugie miejsce w rozgrywkach. Pół roku później został powołany na Złoty Puchar CONCACAF; podczas niego był podstawowym defensorem kadry i wystąpił w trzech z czterech meczów (we wszystkich od pierwszej minuty), a Panamczycy odpadli z turnieju w ćwierćfinale po porażce z Kostaryką (0:1).